# Флаг Холмского городского округа
Флаг муниципального образования «Хо́лмский городской округ» Сахалинской области Российской Федерации является официальным символом муниципального образования, подчеркивающим его принадлежность территории Сахалинской области, отражающим особенности социально-экономического и географического положения, символом единства исторических и культурных традиций.
Ныне действующий флаг утверждён 10 июля 2002 года, как флаг муниципального образования «Холмский район» (после муниципальной реформы 2006 года — муниципальное образование «Холмский городской округ»), и внесён в Государственный геральдический регистр Российской Федерации с присвоением регистрационного номера 1010.

## Описание
Первый флаг муниципального образования «Холмский район» был утверждён решением Холмского районного собрания 29 июня 2000 года

Флаг муниципального образования «Холмский район» представляет собой прямоугольное полотнище из 5 неравновеликих горизонтальных волнистых полос: первой (верхней) — белого, второй и четвёртый — цвета морской волны (синий с изумрудно-зеленоватым оттенком), третьей и пятой — тёмно-синего цвета с изображением в центральной части первой (верхней) белой полосы герба города Холмска. Отношение ширины флага к его длине 2:3.
Ширина первой (верхней) полосы составляет 3/5, ширина второй, третьей, четвёртой полос — 2/25, ширина пятой (нижней) полосы — 3/10 ширины флага. Герб города Холмска располагается в центре первой белой полосы и вписывается в прямоугольник со сторонами, составляющими: шириной 1/3 и высотой 2/5 ширины флага. Расстояние от верхнего края флага до верхнего края герба г. Холмска составляет 1/10, а от нижнего края герба г. Холмска до нижнего края флага 1/2 ширины флага.

10 июля 2002 года, решением Холмского районного Собрания № 22/2-291, в целях развития исторического наследия и руководствуясь решением Холмского районного Собрания № 22/2-290, был утверждён новый флаг муниципального образования «Холмский район»:

Флаг муниципального образования «Холмский район» представляет собой прямоугольное полотнище со следующим изображением: «В лазури (синем, голубом) серебряный морской якорь и золотой канат, уложенный в повышенный пояс и затянутый узлом вокруг кольца якоря». Отношение ширины флага к его длине 2:3.

28 сентября 2006 года, решением сессии Собрания муниципального образования «Холмский городской округ» третьего созыва № 19/3-190, предыдущие решения были признаны утратившими силу и утверждено новое положение о флаге городского округа, не изменившее рисунок флага:

Флаг муниципального образования «Холмский городской округ» представляет собой прямоугольное полотнище со следующим изображением: «В лазури (синем, голубом) серебряный морской якорь и золотой канат, уложенный в повышенный пояс и затянутый узлом вокруг кольца якоря». Отношение ширины флага к его длине 2:3.

## Описание символики флага
Лазоревое поле передает географическое расположения Холмска и Холмского района — на берегу залива Невельского Татарского пролива Японского моря.
Современный Холмск является центром морского рыболовства: добыча и переработка рыбы и морепродуктов — это одна из ведущих отраслей хозяйства, что символизирует якорь — древнейший символ человечества, связанный с профессией мореплавателей.
Связь острова Сахалина с материком обеспечивается посредством единственной в России морской паромной переправы, что аллегорически показано во флаге золотым канатом, затянутым узлом на кольце якоря.
Лазурь — символ возвышенных устремлений, мышления, искренности и добродетели.
Серебро в геральдике — символ веры, чистоты, искренности, чистосердечности, благородства, откровенности и невинности.
Золото в геральдике символизирует прочность, величие, интеллект, великодушие, богатство.